# 칼바도스주의 아롱디스망
칼바도스주의 아롱디스망에는 총 4개가 있다.
- 바이외 아롱디스망 (준주도 : 바이외)은 6개의 캉통과 126개의 코뮌이 속해 있다.
- 캉 아롱디스망 (칼바도스 주의 주도 : 캉)은 24개의 캉통과 287개의 코뮌이 속해 있다.
- 리지외 아롱디스망 (준주도 : 리지외)은 13개의 캉통과 204개의 코뮌이 속해 있다.
- 비르 아롱디스망 (준주도 : 비르)은 6개의 캉통과 88개의 코뮌이 속해 있다.

## 역사
- 1790년 : 바이외, 캉, 팔레스, 리지외, 퐁테베크, 비르 등 6개 디스트리크와 함께 칼바도스 주가 생성됨
- 1800년 : 바이외, 캉, 팔레스, 리지외, 퐁테베크, 비르 아롱디스망 생성
- 1926년 : 팔레스, 퐁테베크 아롱디스망 폐지

틀:바스노르망디 레지옹의 행정 구역